# إد سميث
إد سميث (19 يوليو 1977 في المملكة المتحدة - ) (بالإنجليزية: Ed Smith)‏ هو صحفي ولاعب كريكت بريطاني. شارك مع منتخب إنجلترا للكريكت. أما مع النوادي، فقد لعب مع نادي مقاطعة ميدلسكس للكريكت ‏ وKent County Cricket Club ‏ ونادي جامعة كامبريدج للكريكيت ‏.

## وصلات خارجية
- إد سميث على موقع إي آس بي آن كريك إنفو (الإنجليزية)